# Irlanda nos Jogos Olímpicos
Um time representando a Irlanda compete nos Jogos Olímpicos de Verão desde 1924, e nos Jogos Olímpicos de Inverno desde 1992. O time representa a tualmente a República da Irlanda. O Conselho Olímpico da Irlanda foi formado em 1922 durante a administração provisória antes do estabelecimento formal do Estado Livre Irlandês. A OCI se afiliou ao Comitê Olímpico Internacional (COI) a tempo de disputar os Jogos de Paris.

## Quadro de Medalhas
Os quadros seguintes incluem medalhas conquistadas por edição e esportes de verão. Todas as medalhas ganhas pelo país até hoje foram nas edições de Verão. O melhor resultado da Irlanda nas Olimpíadas de Inverno foi um 4º lugar conquistado por Clifton Wrottesley no Skeleton Masculino em Salt Lake City.

### Medalhas por Jogos de Verão
| Jogos                    | Ouro           | Prata          | Bronze         | Total          |
| 1924 Paris               | 0              | 0              | 0              | 0              |
| 1928 Amsterdã            | 1              | 0              | 0              | 1              |
| 1932 Los Angeles         | 2              | 0              | 0              | 2              |
| 1936 Berlim              | não participou | não participou | não participou | não participou |
| 1948 Londres             | 0              | 0              | 0              | 0              |
| 1952 Helsinque           | 0              | 1              | 0              | 1              |
| 1956 Melbourne/Estocolmo | 1              | 1              | 3              | 5              |
| 1960 Roma                | 0              | 0              | 0              | 0              |
| 1964 Tóquio              | 0              | 0              | 1              | 1              |
| 1968 Cidade do México    | 0              | 0              | 0              | 0              |
| 1972 Munique             | 0              | 0              | 0              | 0              |
| 1976 Montreal            | 0              | 0              | 0              | 0              |
| 1980 Moscou              | 0              | 1              | 1              | 2              |
| 1984 Los Angeles         | 0              | 1              | 0              | 1              |
| 1988 Seul                | 0              | 0              | 0              | 0              |
| 1992 Barcelona           | 1              | 1              | 0              | 2              |
| 1996 Atlanta             | 3              | 0              | 1              | 4              |
| 2000 Sydney              | 0              | 1              | 0              | 1              |
| 2004 Atenas              | 0              | 0              | 0              | 0              |
| 2008 Pequim              | 0              | 1              | 2              | 3              |
| 2012 irlanda             | 1              | 1              | 4              | 6              |
| 2016 Brasil              | 0              | 2              | 0              | 2              |
| Total                    | 9              | 10             | 12             | 31             |

### Medalhas por Esportes
| Esporte       | Ouro | Prata | Bronze | Total |
| Atletismo     | 4    | 2     | 1      | 7     |
| Natação       | 3    | 0     | 1      | 4     |
| vela          | 0    | 2     | 0      | 2     |
| Boxe          | 2    | 5     | 9      | 16    |
| Hipismo       | 0    | 0     | 1      | 1     |
| Vela          | 0    | 1     | 0      | 1     |
| Remo olímpico | 0    | 1     | 0      | 1     |
| Total         | 9    | 11    | 12     | 32    |